# The Second Best Exotic Marigold Hotel
The Second Best Exotic Marigold Hotel (bra: O Exótico Hotel Marigold 2) é um filme de 2015 dirigido por John Madden.

## Sinopse
Muriel Donnelly e Sonny Kapoor viajam para San Diego, California para propor um plano para o hotel do magnata Ty Burley para compra e abertura de um segundo hotel na Índia como um companheiro para o Best Exotic Marigold Hotel. Eles são informados de que um inspetor empresarial vai anonimamente visitar a Índia para avaliar o projeto. Voltando de Jaipur, Evelyn Greenslade recebe um emprego como uma compradora de tecido. Ela está preocupada que aos 79 anos, o trabalho vai exigir muitas responsabilidades e consideráveis viagens.[carece de fontes?]

## Elenco
- Judi Dench ... Evelyn Greenslade
- Maggie Smith ... Muriel Donnelly
- Bill Nighy ... Douglas Ainslie
- Celia Imrie ... Madge Hardcastle
- Penelope Wilton ... Jean Ainslie
- Ronald Pickup ... Norman Cousins
- Diana Hardcastle ... Carol Parr
- Tina Desai ... Sunaina
- Dev Patel ... Sonny Kapoor
- Lillete Dubey ... Mrs. Kapoor
- Richard Gere ... Guy Chambers
- David Strathairn ... Ty Burley
- Tamsin Greig ... Lavinia Beach
- Shazad Latif ... Kushal

## Recepção
No agregador de críticas dos Estados Unidos, o Rotten Tomatoes, na pontuação onde a equipe do site categoriza as opiniões da  grande mídia e da mídia independente apenas como positivas ou negativas, o filme tem um índice de aprovação de 65% calculado com base em 187 comentários dos críticos. Por comparação, com as mesmas opiniões sendo calculadas usando uma média aritmética ponderada, a nota alcançada é 6/10 que é seguida do consenso dizendo que "é tão original quanto seu título - mas com um elenco tão talentoso e encantador sem esforço, isso pouco importa".